# Colliers Wood (metrostation)
Colliers Wood is een station van de metro van Londen aan de Northern Line. Het station is geopend in 1926.

## Geschiedenis
In 1922 diende UERL die in 1913 de City and South London Railway (C&SLR) had gekocht, een plan in voor het verlengen van de C&SLR ten zuiden van Clapham Common. In 1923 kon de aanleg van de verlenging met zeven stations, waaronder Colliers Wood, beginnen. Franck Pick, de algemeen directeur van UERL, koos Charles Holden om de stations te ontwerpen uit onvrede over de ontwerpen van huisarchitect Stanley Heaps. Holden kwam met een standaardontwerp voor alle zeven stations. Hij ontwierp een witte betonnen doos van twee bouwlagen uit beton bekleed met witte portlandsteen met een deuropening op de begane grond en daarboven een glazen wand. Op het glas kwam het grote logo van de Londense metro geflankeerd door twee zuilen met een kapiteel in de vorm van het logo van de Londense metro in 3D. Hierdoor was het gebouw meteen herkenbaar als metrostation.

## Ligging en inrichting
Het station ligt op de hoek van Merton High Street (A24) en Christchurch Road in het zuiden van Colliers Wood. Het standaardontwerp werd ook hier aangepast aan de plaatselijke bebouwing, de betonnen doos ligt hier ongeveer 25° gedraaid ten opzichte van de High Street. De gevel langs de High Street ligt parallel aan de straat ten noorden van de ingang. Hier zijn geen winkels maar ligt de verdeelhal achter de gevel. Aan de andere kant is de gevel nogmaals 25° gedraaid en ligt een winkel in de gevel die verder naar het zuiden overgaat in een bakstenen gebouw naast het station. Op de luifel zijn voor de blinde gevels logo van de Londense metro's haaks op de gevel geplaatst. De perrons liggen ondergronds ten noorden van het stationsgebouw parallel aan de High Street. Ongeveer 300 meter ten zuidwesten van het station ligt de Busgarage van Merton die in 1913 werd geopend.  Het café aan de overkant heet "The Charles Holden" ter ere van de architect van het station. 

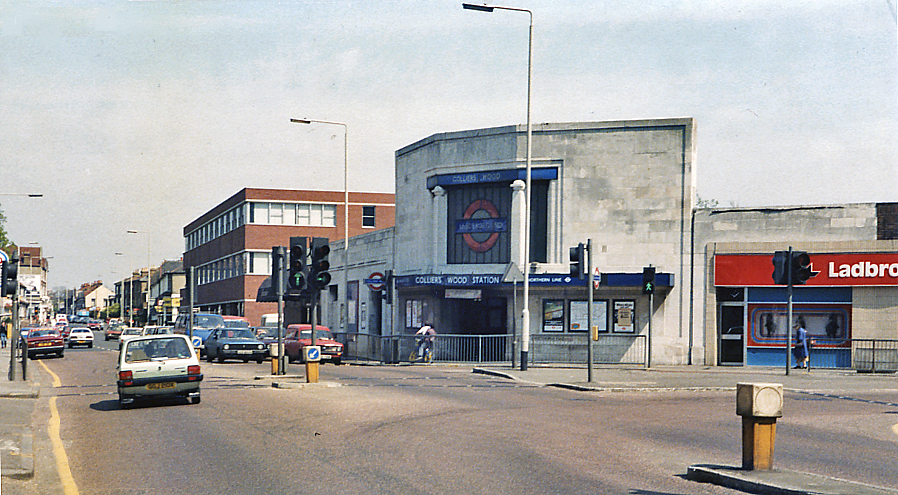
Het station gezien uit The Charles Holden
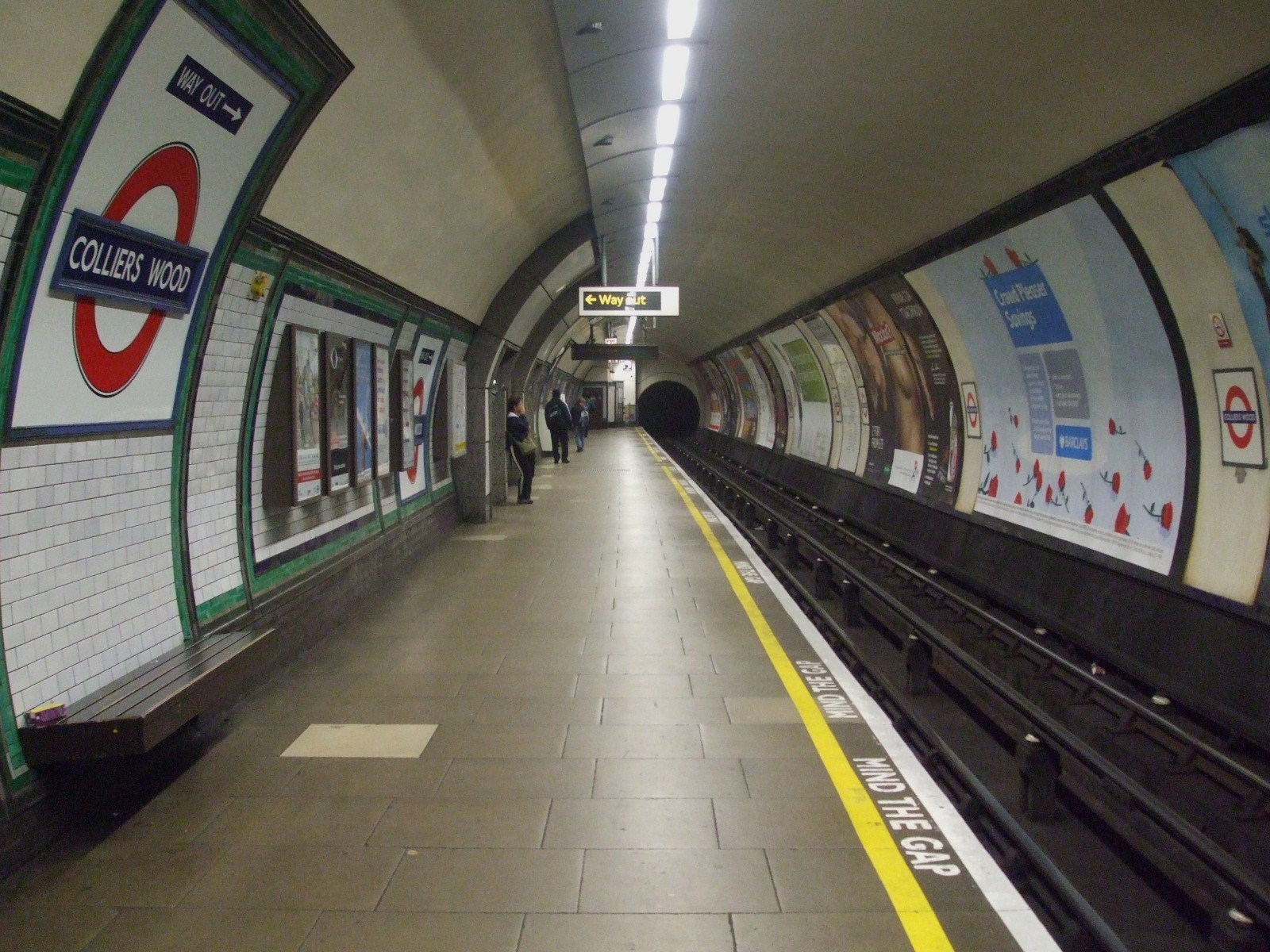
Het perron voor de metro's naar het noorden gezien uit het noorden
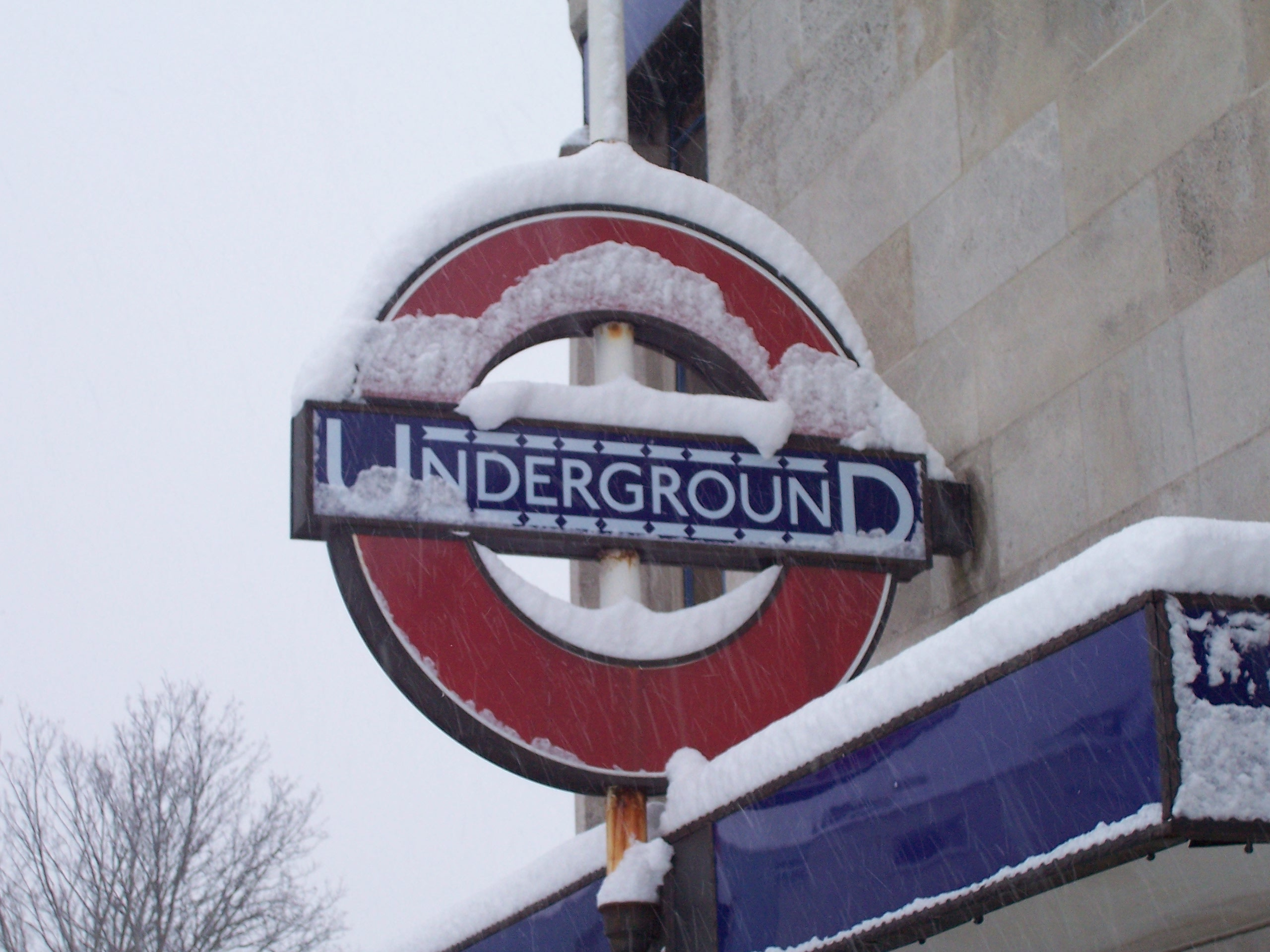
Het logo van de Londense metro aan de gevel